# Amorphina
Amorphina es un género de foraminífero bentónico considerado como nomen nudum e invalidado, aunque también considerado un sinónimo posterior de Nubecularia de la subfamilia Nubeculariinae, de la familia Nubeculariidae, de la superfamilia Cornuspiroidea, del suborden Miliolina y del orden Miliolida. Su rango cronoestratigráfico abarcaba el Holoceno.

## Discusión
Clasificaciones más recientes hubiesen incluido Amorphina en la superfamilia Nubecularioidea.

## Clasificación
En Amorphina no se ha considerado ninguna especie.